# Castel Castagna
Castel Castagna – miejscowość i gmina we Włoszech, w regionie Abruzja, w prowincji Teramo.
Według danych na rok 2004 gminę zamieszkuje 538 osób, 31,6 os./km².